# 슬로베니아 국민평의회

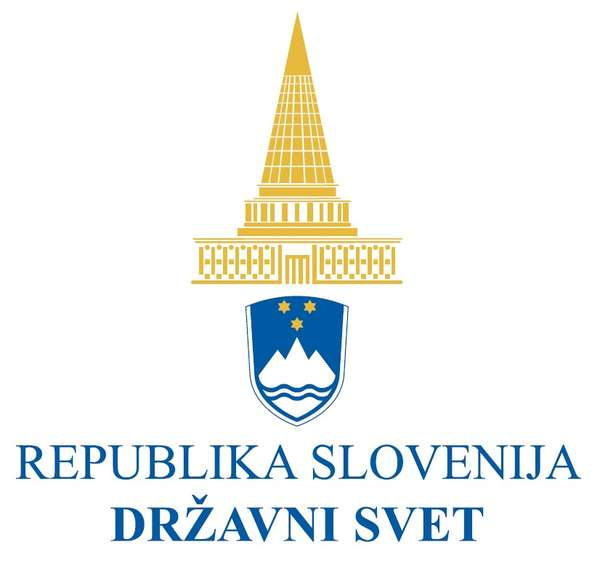

슬로베니아 국민평의회(슬로베니아어: Državni svet Republike Slovenije)는 슬로베니아 의회를 구성하는 의원으로 상원에 해당한다.